# Nakhon Nayok
Nakhon Nayok (thai: นครนายก) är en thailändsk provins (changwat). Den ligger i den centrala delen av Thailand. Provinsen hade år 2002 251 064 invånare på en areal av 2 122 km². Provinshuvudstaden är Nakhon Nayok.

## Administrativ indelning
Provinsen är indelad 4 distrikt (amphoe). Distrikten är i sin tur indelade i 41 subdistrikt (tambon) och 403 byar (muban).